# Айдарханов, Бике
Бике Айдарханов (05.12.1918 — 28.10.1970) — шихтовщик свинцового завода Лениногорского полиметаллического комбината Министерства цветной металлургии ССР, Восточно-Казахстанская область. Герой Социалистического Труда (1966).

## Биография
Родился в большой семье казахов-бедняков под Павлодаром в ауле Корт Майкарагайского сельсовета Лебяжинской волости (позже — село Казантай Лебяжского района Павлодарской области).
В 1935 году по путевке обкома комсомола приехал на Риддерский свинцовый завод (Лениногорск).
В годы Великой Отечественной войны инициатор соревнования за перевыполнение норм по выпуску продукции оборонной значимости, награждён медалью «За доблестный труд».
Участвовал в пуске нового агломерационного цеха. Семилетний план 1958—1965 выполнил за 4 года. Указом Президиума Верховного Совета СССР от 20.05.1966 г. шихтовщику свинцового завода Лениногорского полиметаллического комбината Восточно-Казахстанской области Бике Айдарханову присвоено звание Героя Социалистического Труда.
Заслуженный металлург Казахской ССР. Награждён медалями «За трудовое отличие», «За трудовую доблесть», орденом Трудового Красного Знамени (1957).
Умер 28 октября 1970 года.
Именем Бике Айдарханова названа одна из улиц города Риддер.